# Ружицьке
Ружицьке — селище в Україні, у Ладижинській міській громаді Гайсинського району Вінницької області. Населення становить 5 осіб (станом на 2001 рік). Селище розташоване на південь від Ладижина, на березі річки Південний Буг.

## Географія
| Клімат Ружицького       | Клімат Ружицького | Клімат Ружицького | Клімат Ружицького | Клімат Ружицького | Клімат Ружицького | Клімат Ружицького | Клімат Ружицького | Клімат Ружицького | Клімат Ружицького | Клімат Ружицького | Клімат Ружицького | Клімат Ружицького | Клімат Ружицького |
| Показник                | Січ.              | Лют.              | Бер.              | Квіт.             | Трав.             | Черв.             | Лип.              | Серп.             | Вер.              | Жовт.             | Лист.             | Груд.             | Рік               |
| Середній максимум, °C   | −2                | −0,6              | 4,4               | 13,6              | 20,0              | 23,3              | 24,7              | 24,3              | 19,6              | 12,7              | 5,2               | 0,7               | 12,2              |
| Середня температура, °C | −5,1              | −3,7              | 0,8               | 8,8               | 14,7              | 18,0              | 19,3              | 18,7              | 14,3              | 8,3               | 2,4               | −1,9              | 7,9               |
| Середній мінімум, °C    | −8,1              | −6,8              | −2,8              | 4,0               | 9,5               | 12,8              | 14,0              | 13,2              | 9,0               | 3,9               | −0,4              | −4,4              | 3,7               |
| Норма опадів, мм        | 40                | 38                | 33                | 45                | 59                | 82                | 88                | 57                | 47                | 32                | 40                | 42                | 603               |
| ----------------------- | ----------------- | ----------------- | ----------------- | ----------------- | ----------------- | ----------------- | ----------------- | ----------------- | ----------------- | ----------------- | ----------------- | ----------------- | ----------------- |
| Джерело:                |                   |                   |                   |                   |                   |                   |                   |                   |                   |                   |                   |                   |                   |

## Транспорт
Поблизу села розташований колійний пост та зупинка приміських поїздів 48 км, де зупиняються поїзди Христинівка-Вапнярка.[джерело?]

## Населення
Станом на 1989 рік у селищі проживали 39 осіб, серед них — 17 чоловіків і 22 жінки.
За даними перепису населення 2001 року у селищі проживали 5 осіб. Рідною мовою назвали:
| Мова       | Кількість осіб | Відсоток |
| ---------- | -------------- | -------- |
| українська | 3              | 60,00 %  |
| російська  | 2              | 40,00 %  |